# Neviano degli Arduini
Neviano degli Arduini – miejscowość i gmina we Włoszech, w regionie Emilia-Romania, w prowincji Parma.
Według danych na rok 2004 gminę zamieszkiwało 3728 osób, 35,5 os./km².